# Bibliothèque d'art et d'archéologie (Genève)
 (avril 2022).
Si vous disposez d'ouvrages ou d'articles de référence ou si vous connaissez des sites web de qualité traitant du thème abordé ici, merci de compléter l'article en donnant les références utiles à sa vérifiabilité et en les liant à la section « Notes et références ».
 (février 2025).
La mise en forme du texte ne suit pas les recommandations de Wikipédia : il faut le « wikifier ».
Les points d'amélioration suivants sont les cas les plus fréquents. Le détail des points à revoir est peut-être précisé sur la page de discussion.
- Les titres sont pré-formatés par le logiciel. Ils ne sont ni en capitales, ni en gras.
- Le texte ne doit pas être écrit en capitales (les noms de famille non plus), ni en gras, ni en italique, ni en « petit »…
- Le gras n'est utilisé que pour surligner le titre de l'article dans l'introduction, une seule fois.
- L'italique est rarement utilisé : mots en langue étrangère, titres d'œuvres, noms de bateaux, etc.
- Les citations ne sont pas en italique mais en corps de texte normal. Elles sont entourées par des guillemets français : « et ».
- Les listes à puces sont à éviter, des paragraphes rédigés étant largement préférés. Les tableaux sont à réserver à la présentation de données structurées (résultats, etc.).
- Les appels de note de bas de page (petits chiffres en exposant, introduits par l'outil «  Source ») sont à placer entre la fin de phrase et le point final[comme ça].
- Les liens internes (vers d'autres articles de Wikipédia) sont à choisir avec parcimonie. Créez des liens vers des articles approfondissant le sujet. Les termes génériques sans rapport avec le sujet sont à éviter, ainsi que les répétitions de liens vers un même terme.
- Les liens externes sont à placer uniquement dans une section « Liens externes », à la fin de l'article. Ces liens sont à choisir avec parcimonie suivant les règles définies. Si un lien sert de source à l'article, son insertion dans le texte est à faire par les notes de bas de page.
- La présentation des références doit suivre les conventions bibliographiques. Il est recommandé d'utiliser les modèles {{Ouvrage}}, {{Chapitre}}, {{Article}}, {{Lien web}} et/ou {{Bibliographie}}. Le mode d'édition visuel peut mettre en forme automatiquement les références.
- Insérer une infobox (cadre d'informations à droite) n'est pas obligatoire pour parachever la mise en page.

Pour une aide détaillée, merci de consulter Aide:Wikification.
Si vous pensez que ces points ont été résolus, vous pouvez retirer ce bandeau et améliorer la mise en forme d'un autre article.
Pour les articles homonymes, voir Bibliothèque d'art et d'archéologie et BAA.
La Bibliothèque d’art et d’archéologie de Genève (BAA) est une bibliothèque patrimoniale, scientifique et ouverte à tous les publics. Elle est située au 5, promenade du Pin à Genève dans le quartier des Tranchées.

## Histoire
La Bibliothèque d’art et d’archéologie (BAA) fait partie de l’unité des publics et du développement culturel du Musée d'art et d'histoire de Genève (MAH) ; elle est ouverte en 1910 en même temps que le Musée. Dans un premier temps elle est destinée uniquement aux chercheurs du musée, c’est la bibliothèque dite « des Arts décoratifs »,  rebaptisée bibliothèque centrale du Musée. Dans un second temps en 1911, elle devient une bibliothèque publique sous l’impulsion de la Ville de Genève. D’abord abritée au sein même du musée à la rue Charles-Galland, elle est transférée au 5, promenade du Pin en 1928. Dans les années 1950, après sa rénovation, elle prendra le nom officiel de « Bibliothèque d’art et d’archéologie ».

## Mission
Selon le Règlement de la bibliothèque d'art et d'archéologie des Musées d'art et d'histoire de la Ville de Genève , adopté par le Conseil administratif de la Ville de Genève : "Elle a pour mission de conserver, d'enrichir et de rendre accessible le patrimoine intellectuel et artistique genevois, suisse et international, des fonds anciens, des archives et des documents multimédias. Outre sa mission de bibliothèque publique, elle assure les bases de la recherche pour l’Université, les Ecoles d’art genevoises et le public spécialisé. Elle est également la bibliothèque centrale des Musées d’art et d’histoire et elle assure la base de la recherche pour les conservateurs et le personnel scientifique de cette institution"

## Bâtiment

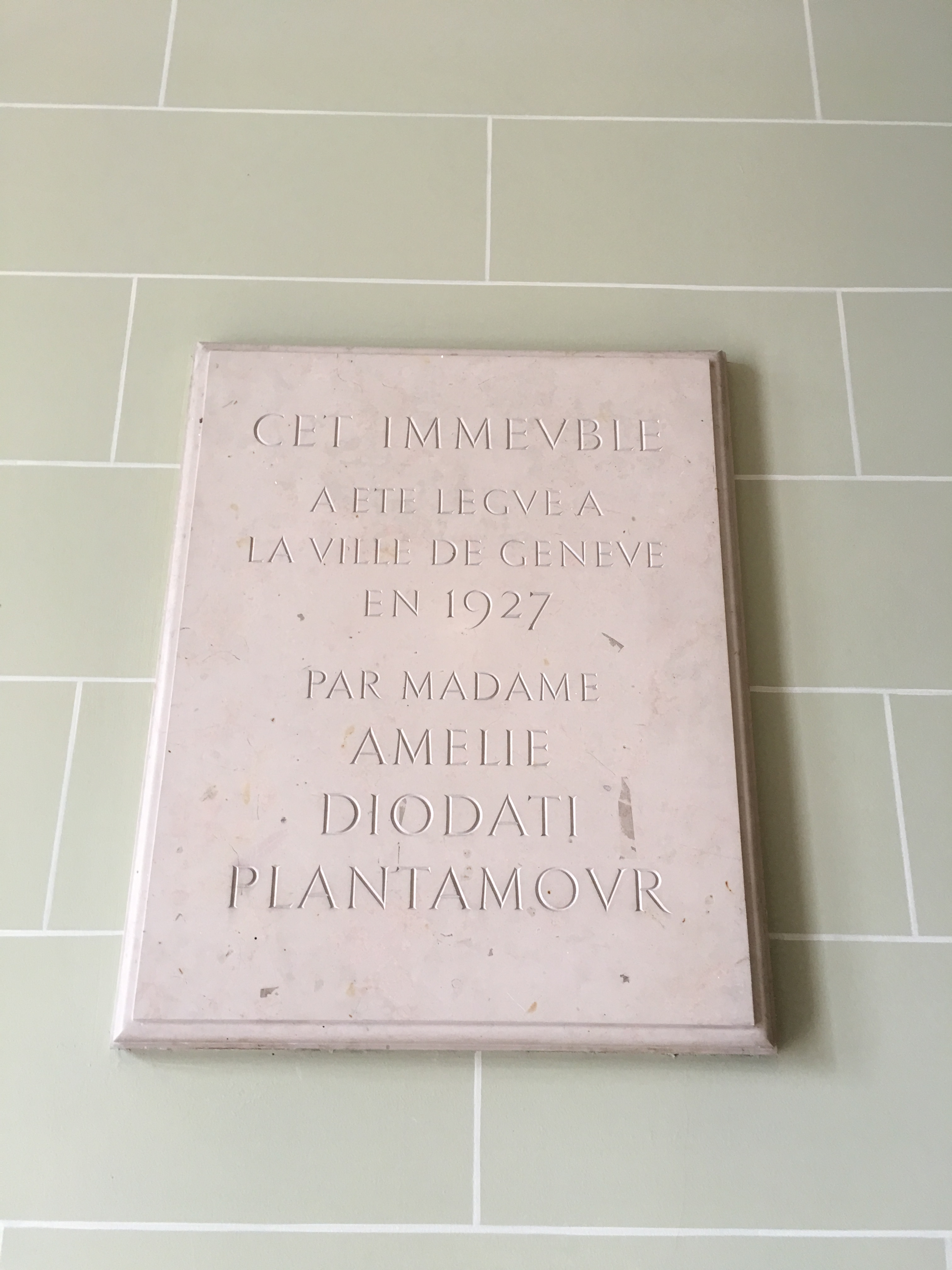
Plaque commémorative du don en 1927 d'Amélie Diodati-Plantamour de l'immeuble de la Bibliothèque Musée d'Art et d'Histoire de Genève

En 2000, la façade du bâtiment est rénovée puis entre septembre 2008 et février 2010 de nouveaux travaux sont entrepris afin de remettre en valeur l’architecture intérieure du bâtiment tout en améliorant sa fonctionnalité : hall d’entrée réaménagé, remplacement de l’ascenseur pour permettre l’accès aux étages aux personnes à mobilité réduite, aménagement d’une nouvelle salle de lecture pouvant accueillir des expositions, rénovation de la médiathèque. L'inauguration a lieu le 26 avril 2010.

## Gammah

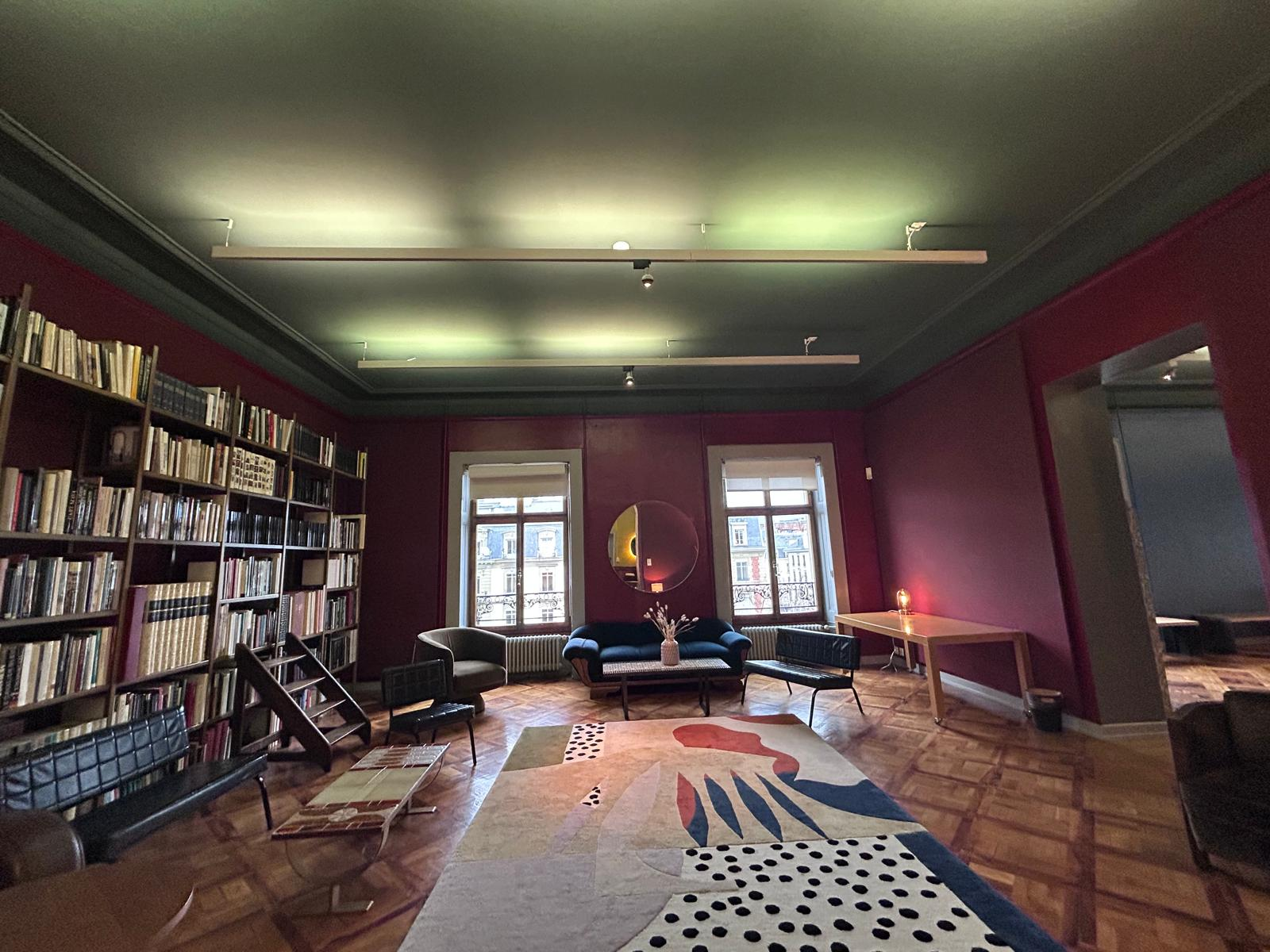
photo de la salle GAMMAH de la BAA

L’espace culturel GamMAH est aménagé en 2021 en lieu et place du Cabinet des arts graphiques. Il propose des événements publics : club et salons de lecture, ateliers, performances, démonstrations, rencontres, vernissages…

## Histoire de ses fonds

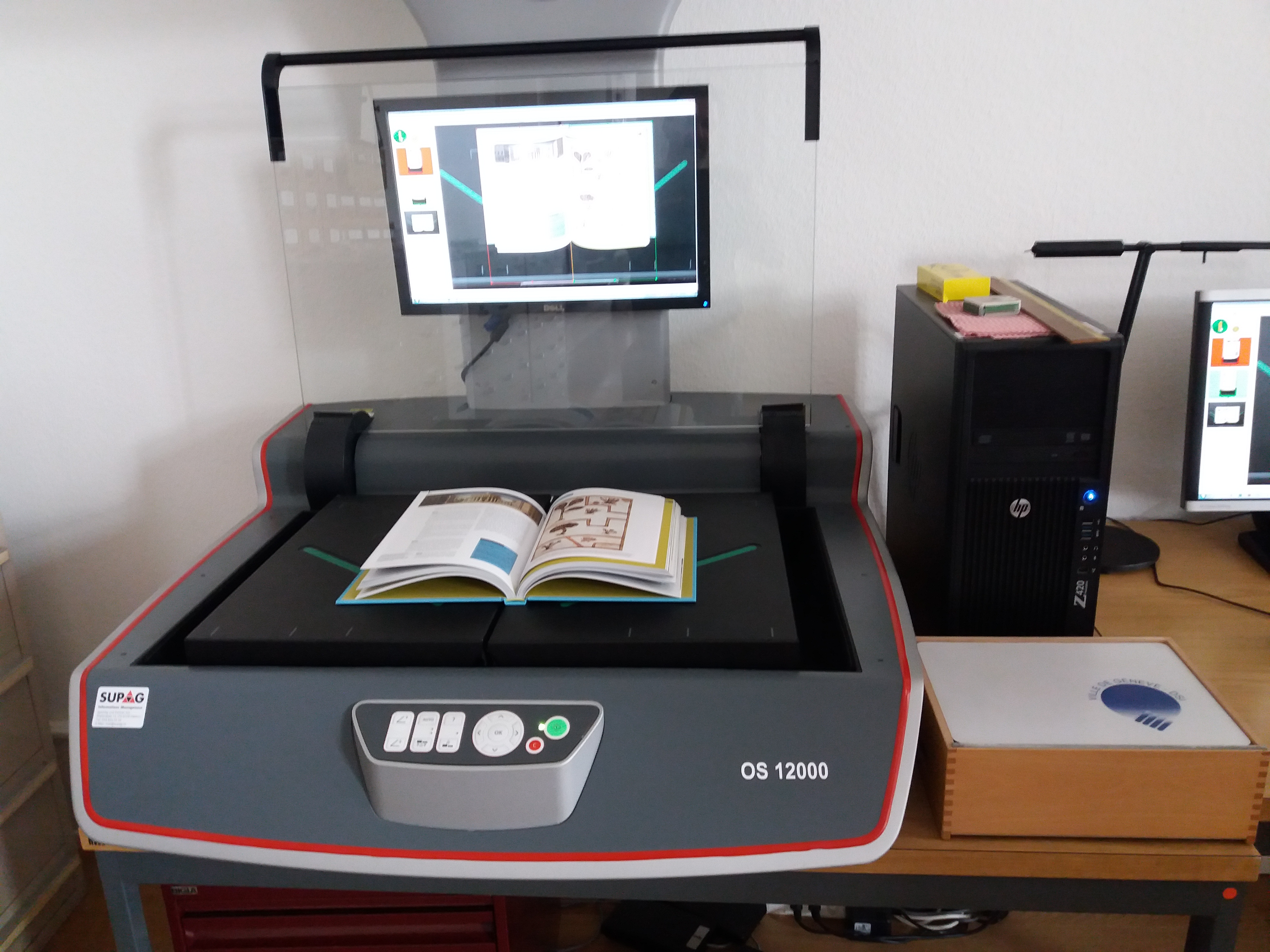
Scanner de la bibliothèque d'art et d'archéologie

En 1910, son fonds d’ouvrages est constitué du dépôt de collections de livres provenant de bibliothèques d’anciens musées genevois et dont les œuvres ont été transférées au Musée d’art et d’histoire à Charles-Galland. C’est donc naturellement que la BAA hérite des fonds documentaires des Musée Fol, Musée archéologique, Musée des Beaux-Arts de Genève. Cependant la plus grande partie de sa collection proviendra du don de la bibliothèque du Musée des arts décoratifs : cela donnera initialement son nom  « Bibliothèque  des Arts décoratifs ». Au fil des ans, ses collections s'agrandissent grâce aux achats, aux échanges avec d'autres musées mais, surtout, aux dons de privés, notamment de Gustave Revilliod, Edouard Naville, Georges Hantz et Burkhard Reber et de sociétés artistiques locales ou étrangères. Elle a également reçu des fonds importants de la part de deux institutions genevoises, la Classe des Beaux-Arts de la Société des arts et l’École des Beaux-Arts de Genève.
Aujourd’hui, son fonds est constitué de plus d’un million de documents de tous les domaines artistiques et de toutes les époques, de la préhistoire à nos jours. La collection se compose d’environ 450 000 monographies, 7 400 titres de revues (soit environ 500 000 fascicules), 100 000 catalogues d’exposition, une collection unique en Suisse de 100 000 catalogues de ventes aux enchères datés de 1857 à nos jours, des fonds anciens et précieux dont une collection de 20 000 livres de bibliophilie, livres d'artiste et de livres objets, des archives des galeries et d’artistes genevois, des documents multimédias et numériques. Tous sont référencés dans le catalogue Swisscovery des bibliothèques suisses.

## Acquisitions
Chaque année, le fonds augmente d'environ 6 000 ouvrages, dont un tiers provient des échanges et des dons, le reste par le biais des achats.

## Expositions
À la suite de la rénovation du bâtiment en 2010, la Bibliothèque d’art et d’archéologie dispose d'un espace d'exposition dans la salle de lecture et organise chaque année des expositions temporaires, dont : 
- 15 novembre 2010 - 30 avril 2011: 100 ans de générosité. La constitution du fonds précieux de la Bibliothèque d’art et d’archéologie par les donations genevoises et étrangères[8]
- 12 novembre 2012 - 31 mai 2013: POP-UP! Collages, pliages et livres surgissants[9]
- 11 novembre 2014 - 30 mai 2015: Les livres de jeu. Quand les artistes entrent dans la partie[10]
- 21 octobre 2016 - 27 mai 2017: Les catalogues d'exposition. Depuis des siècles au service de l'art[11]

## Collaborations

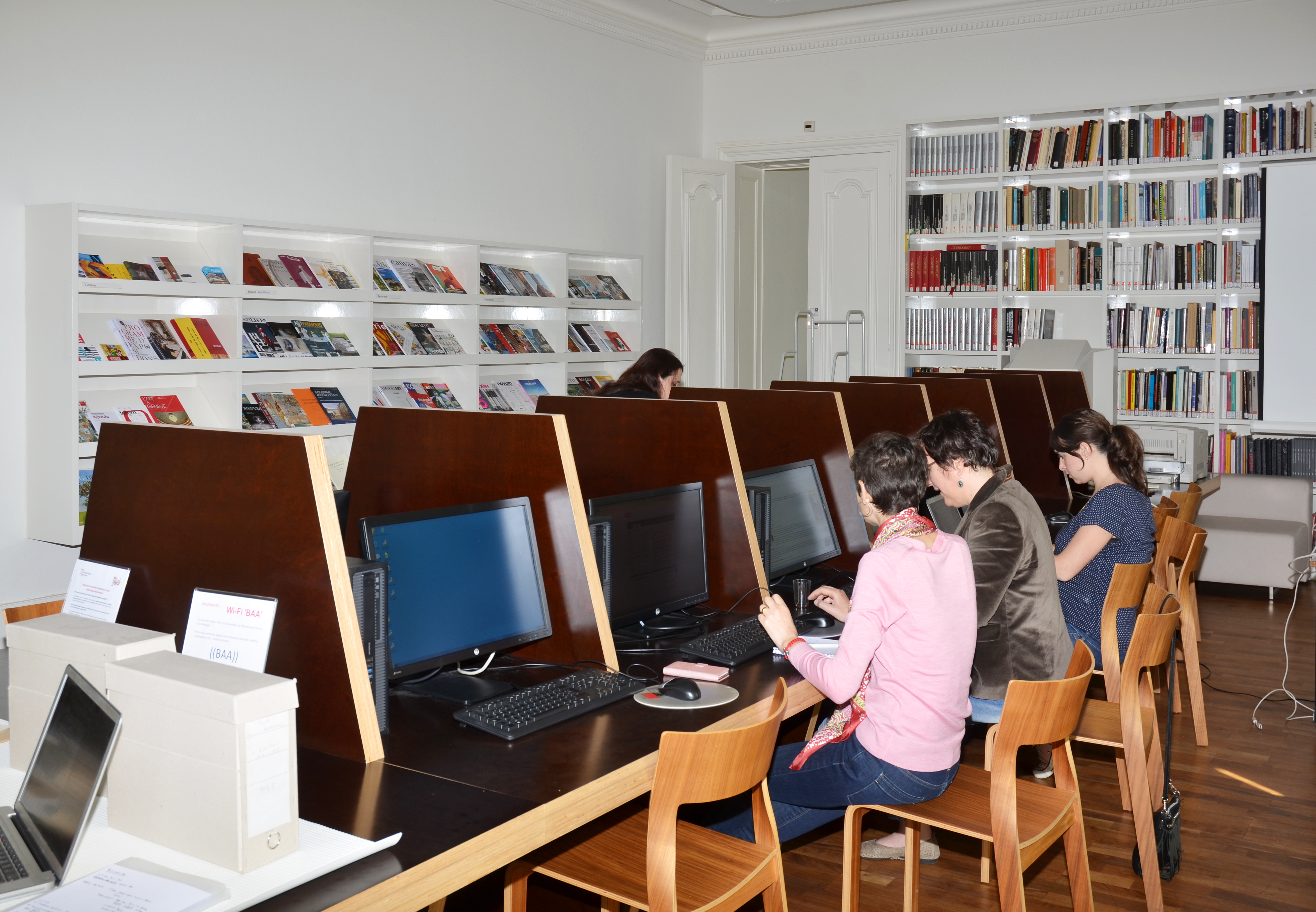
Salle informatique

La BAA fait partie du Département de la Culture et du Sport de la Ville de Genève. À ce titre, elle collabore activement avec les autres bibliothèques de  la Ville et du Canton de Genève. Elle offre un soutien à des activités pédagogiques du Canton avec des visites et formations destinées aux écoles d’art, comme la Haute Ecole d’art et de Design(HEAD) et le Centre de formation professionnelle arts appliqués (CFPAA) ou les écoles genevoises.
Au niveau cantonal ou suisse la BAA fait partie :
- De la plateforme de services SLSP au sein des bibliothèques scientifiques et patrimoniales de la Ville de Genève

- de la Commission des bibliothèques de la Ville de Genève et elle a participé à la rédaction du Plan directeur 2016-2020 des bibliothèques du Département de la culture et du sport[12] et du Sentier Culturel "D'une bibliothèque à l'autre"[13]

- du Réseau romand RERO qui regroupe les bibliothèques universitaires et de recherche de Suisse occidentale
- de l'association BIS Bibliothèque Information Suisse[14]
- de l'association faitière Bibliosuisse

Au niveau international
- de l’IFLA Art Libraries Section Standing Committee[15]

## Projets
La Bibliothèque d'art et d’archéologie est membre au niveau cantonal du projet de Protection des biens culturels en Suisse (PBC). En novembre 2014, elle a participé à un exercice de simulation organisé avec la Protection civile (PCi), qui visait à tester la préservation et l’évacuation des livres dans le cas d'un potentiel sinistre.
Depuis 2013, la Bibliothèque d'art et d'archéologie participe avec toutes les autres bibliothèques de la Ville de Genève au service des renseignements à distance "InterroGE",. Ce service permet de répondre à des questions posées en ligne par le public en proposant une explication accompagnée de références bibliographiques.
Depuis le début de l'année 2016, la Bibliothèque d'art et d'archéologie mène une politique active pour le développement de Wikipedia et du savoir collaboratif. Elle développe notamment un projet pour créer et compléter des biographies d'artistes genevois et suisses présents dans les collections des musées genevois sur Wikipedia. Toujours en 2016, elle participe à un Edit-a-thon organisé pour la journée de la femme dans le cadre de l'édition 2016 d'Art+Féminisme de Suisse romande. Cette participation se pérennise les années suivantes (Projet:Art+Féminisme/2017/Genève ; Projet:Art+Féminisme/2018/Genève), la BAA accueillant même l'édition 2018. 